# Antonio de Beatis
Antonio de Beatis, afkomstig uit Molfetta, was een Zuid-Italiaans geestelijke die werkte als kapelaan en amanuensis voor kardinaal Luigi d'Aragona. Hij vergezelde de kardinaal in 1517-1518 op een Europese reis en hield in diens opdracht een informatief reisdagboek bij.

## Reis en notities
Op 9 mei 1517 vertrok de kardinaal uit Ferrara met een gevolg van 35 personen, waaronder De Beatis, voor een reis door Europa. Ze ontmoetten Jacob Fugger in Augsburg, keizer Karel V in Middelburg, koning Frans I van Frankrijk in Rouen en de oude Leonardo da Vinci in Cloux. Hun interesse voor de kunstwereld blijkt uit De Beatis' bespreking van de bronzen standbeelden die werden gemaakt voor de Hofkerk te Innsbruck en van de Handelingen van de Apostelen die in de Brusselse tapijtateliers op het getouw lagen. Ook Het Lam Gods van de gebroeders Hubertus en Jan van Eyck en Het Laatste Avondmaal van Da Vinci kregen aandacht. Behalve voor het artistieke had De Beatis ook belangstelling voor landschappen, culinaire en vestimentaire gebruiken, taal, literatuur, enzovoort. De bijzonderheden die hierover worden gegeven maken het reisdagboek tot een rijke historische bron. Op 26 januari 1518 was het gezelschap terug in Ferrara en op 16 maart 1518 eindigde hun reis te Rome.

## Traject
Verona – Trient – Bozen – Brixen – Brennerpas – Steinach – Innsbruck – Martinswand – Seefeld – Augsburg – Donauwörth – Kaisheim – Nürnberg – Lauingen – Biberach – Konstanz – Schaffhausen – Bazel – Straatsburg – Speyer – Worms – Mainz – Keulen – Aken – Maastricht – Leuven – Mechelen – Antwerpen – Middelburg – Dordrecht — Rotterdam — Delft — Den Haag — Breda – Mechelen – Brussel – Gent – Brugge – Grevelingen – Calais – Parijs – Mont Saint-Michel – Angers – Tours – Blois – Lyon – Avignon – Marseille – Savona — Genua — Milaan

## Handschriften
Het reisdagboek is overgeleverd in vijf handschriften, waarvan vier autografen gedateerd in 1521:
- Itinerario di Mons.or R.mo et Ill.mo il Car.le de Aragona mio S.or: Incominciato da la Cità de Ferrara nel anno del Salvatore MDXVII del mese di Maggio et descritto per me Donno Antonio de Beatis clerico Melficano con ogni possibile diligentia et fede

## Uitgaven
- Ludwig Pastor (ed.), Die Reise des Kardinals Luigi d'Aragona durch Deutschland, die Niederlande, Frankreich und Oberitalien, 1517-1518, Freiburg im Breisgau, Herder, 1905, XII+186 p. (Italiaanse teksteditie, Duitse toelichting)
- Madeleine Havard de la Montagne (ed.), Voyage du cardinal d'Aragon en Allemagne, Hollande, Belgique, France et Italie, 1517-1518, Parijs, 1913 (Franse vertaling)
- J.R. Hale en J.M.R. Lindon (eds.), The Travel Journal of Antonio de Beatis through Germany, Switzerland, the Low Countries, France and Italy, 1517–8, 1979. ISBN 9780904180077 (Engelse vertaling)
- Giovanni Antonio Bortolin en Claudio Maria Tartari (eds.), D'illustri città, messeri e leggiadre madonne. Il viaggio del cardinale Luigi d'Aragona in Germania, Olanda, Francia e Altaitalia 1517-1518 scritto da Antonio de Beatis, 2012. ISBN 8862401574 (heruitgave van de Pastor-editie)